# Lista de vereadores de Areal
Esta é a lista de vereadores de Areal, município brasileiro do estado do Rio de Janeiro.
A Câmara Municipal de Areal, é formada por nove representantes.

## 8ª Legislatura (2021–2024)
Estes são os vereadores eleitos nas eleições de 15 de novembro de 2020, pelo período de 1° de janeiro de 2021 a 31 de dezembro de 2024:
|   | Nome                                                                       | Partido                               | Votos | %    | Observações |
| - | -------------------------------------------------------------------------- | ------------------------------------- | ----- | ---- | ----------- |
| 1 | Samuel Sanseverino Soares (2021-2022) (Três Rios, 24.10.1989–)             | Partido Democrático Trabalhista (PDT) | 435   | 5,85 | 1º mandato  |
| 2 | Luís Aurélio Zimbrão Ribeiro, Luís da Papelaria (Teresópolis, 24.01.1982–) | Progressistas (PP)                    | 344   | 4,63 | 2º mandato  |
| 3 | Itamar Medina Machado, Itamar da Ambulância (Areal, 28.02.1969–)           | Partido Democrático Trabalhista (PDT) | 343   | 4,61 | 2º mandato  |
| 4 | José Luiz Santana de Mello, Santana da Verdura (Petrópolis, 25.08.1969–)   | Rede Sustentabilidade (REDE)          | 313   | 4,21 | 1º mandato  |
| 5 | Denilson da Silva, Dedeu (Três Rios, 28.07.1975–)                          | Partido Democrático Trabalhista (PDT) | 310   | 4,17 | 2º mandato  |
| 6 | Marcelo Pipa da Costa (Três Rios, 13.06.1972–)                             | Solidariedade (SD)                    | 283   | 3,81 | 2º mandato  |
| 7 | Márcio Costa Lima (Areal, 10.12.1973–)                                     | Partido Trabalhista Brasileiro (PTB)  | 269   | 3,62 | 1º mandato  |
| 8 | Valter Luís Rodrigues Ferreira (Três Rios, 21.12.1970–)                    | Partido Liberal (PL)                  | 261   | 3,51 | 1º mandato  |
| 9 | Marcos Roberto de Paula, Marquinho da Saúde (Três Rios, 21.02.1978–)       | Rede Sustentabilidade (REDE)          | 227   | 3,05 | 2º mandato  |

## 7ª Legislatura (2017–2020)
Estes são os vereadores eleitos nas eleições de 2 de outubro de 2016, pelo período de 1° de janeiro de 2017 a 31 de dezembro de 2020:
|   | Nome                                                                 | Partido                                 | Votos | %    | Observações |
| - | -------------------------------------------------------------------- | --------------------------------------- | ----- | ---- | ----------- |
| 1 | José Augusto Bernardes Lima, Gutinho (Vassouras, 30.03.1990–)        | Democratas (DEM)                        | 561   | 7,05 | 1º mandato  |
| 2 | Marcelo Pipa da Costa (2017-2018) (Três Rios, 13.06.1972–)           | Solidariedade (SD)                      | 486   | 6,11 | 1º mandato  |
| 3 | Itamar Medina Machado, Itamar da Ambulância (Areal, 28.02.1969–)     | Solidariedade (SD)                      | 433   | 5,44 | 1º mandato  |
| 4 | Luís Aurélio Zimbrão Ribeiro, Luís da Papelaria (Areal, 24.01.1982–) | Partido Trabalhista Brasileiro (PTB)    | 396   | 4,98 | 1º mandato  |
| 5 | Anderson de Almeida Marcelino (Vassouras, 04.01.1975–)               | Partido Social Cristão (PSC)            | 326   | 4,10 | 1º mandato  |
| 6 | Denilson da Silva, Dedeu (2019-2020) (Três Rios, 28.07.1975–)        | Partido Trabalhista Brasileiro (PTB)    | 294   | 3,70 | 1º mandato  |
| 7 | Vanessa Neves Santinon (Petrópolis, 04.01.1975–)                     | Partido Socialista Brasileiro (PSB)     | 272   | 3,42 | 1º mandato  |
| 8 | Marcos Roberto de Paula, Marquinho Saúde (Petrópolis, 21.02.1978–)   | Partido Trabalhista Nacional (PTN)      | 230   | 2,89 | 1º mandato  |
| 9 | Luiz Antonio da Penha Reis, Duga (Três Rios, 16.03.1967–)            | Partido Social Democrata Cristão (PSDC) | 208   | 2,61 | 1º mandato  |

## Legenda
| Cor  | Significado          |
| Bege | Presidente da Câmara |
| Azul | Suplente             |